# Радешићи
Радешићи су насељено мјесто у општини Теслић, Република Српска, БиХ. Према попису становништва из 1991. у насељу је живјело 489 становника.

## Становништво
| Демографија | Демографија | Демографија |
| Година      | Становника  | Становника  |
| ----------- | ----------- | ----------- |
| 1961.       | 489         |             |
| 1971.       | 597         |             |
| 1981.       | 529         |             |
| 1991.       | 482         |             |